# Фуллериды

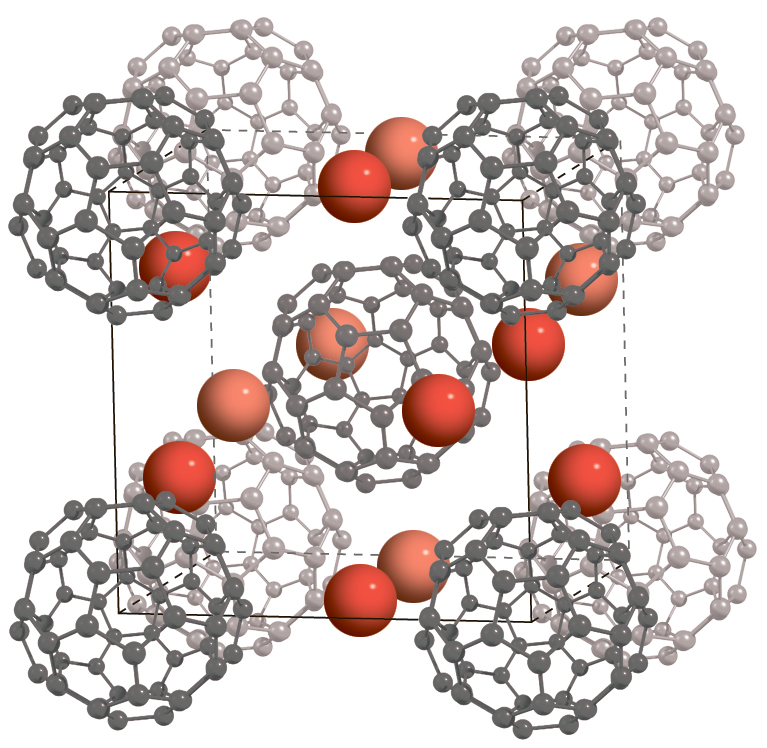
Кристаллическая структура фуллерида Cs_{3}C_{60}.

Фуллери́д (англ. fulleride) — интеркалированный фуллерит; в более широком смысле — соли (комплексы с переносом заряда), анионами в которых являются фуллерены.

## Описание
Благодаря сравнительно большим размерам молекул фуллеренов, в их твердых фазах, фуллеритах, присутствуют сравнительно большие межмолекулярные пустоты. Так, в фуллерите C60 присутствуют одна октаэдрическая и две меньших тетраэдрических пустоты на каждую молекулу. Эти пустоты могут быть заполнены небольшими молекулами или, что гораздо более интересно, атомами металлов. Поскольку межмолекулярные связи в фуллерите достаточно слабы, могут быть достигнуты достаточно высокие степени интеркаляции, при которых изначальная решётка молекул C60 раздвигается под действием внедрённых атомов. Известны фуллериды таких металлов как натрий, калий, цезий, магний, кальций, стронций, барий, иттербий, самарий, европий и др.
Получение фуллеридов может быть основано на непосредственном взаимодействии фуллерита (или растворов фуллеренов) с щелочными металлами, часто — под давлением, электрохимическом допировании фуллеритов, соосаждении испаряемых металла и фуллерена из газовой фазы и т. п. Затем, для получения равновесных фаз, могут быть применены различные режимы температурной обработки (отжига).
Вследствие высокого сродства к электрону фуллеренов, их молекулы присутствуют в фуллеридах в виде отрицательных ионов. При низких степенях интеркалирования, атомы металлов находятся в индивидуальных пустотах в виде катионов, тогда как при более высоких степенях интеркалирования они могут образовывать положительно заряженные кластеры. В зависимости от стехиометрии, фуллериды могут образовывать как проводящие, так и диэлектрические фазы, причем может происходит частичная полимеризация молекул фуллерена. В монослоях фуллеридов при определенных стехиометриях наблюдались интересные эффекты упорядочения ориентаций молекул фуллеренов. Однако основной интерес к фуллеридам связан с наличием у них сверхпроводимости. Впервые сверхпроводимость была обнаружена у K3C60, температура перехода в сверхпроводящее состояние у него составляет 19 К. На сегодня максимальная температура Tc для фуллеридов при нормальном давлении составляет 33 К для Cs2RbC60, а для Cs3C60 при давлении 15 кбар достигает 40 К.
Другим интересным классом фуллеридов являются соли фуллеренов с органическими донорами электронов, такими, как тетракис(диметиламино)этилен (ТДАЭ) или металлоцены. Такие соединения являются при температурах до ~20 К мягкими органическими ферромагнетиками.